# هتل مرکزی شراتن
هتل مرکزی شراتن (انگلیسی: Le Centre Sheraton Hotel) هتلی در مونترآل استان کبک کاناداست. این هتل ۸۲۵ اتاق دارد. ارتفاع این هتل ۱۱۸ متر است و ۳۸ طبقه دارد. ساخت این هتل در سال ۱۹۸۲ به پایان رسده است.